# Jigglypuff
Jigglypuff (/ˈdʒɪɡlipʌf/ jig-LEE-puf), cunoscut în Japonia ca Purin (プリン?), este o specie de Pokemon. Apărut pentru prima dată în jocul Pokémon Red and Blue⁠(d) dar și continuările ulterioare, care mai târziu apar în diferite moduri sub forma de produse, titluri derivate și adaptări animate și tipărite ale francizei. Jigglypuff este dublat de Mihaela Lillis în engleză și de Mika Kanai în japoneză. În musicalul de acțiune Pokémon Live!⁠(d) Jigglypuff este interpretat de Leah Smith. Jigglypuff este, de asemenea, foarte bine cunoscut pentru cântarea unei melodii de leagăn din seria anime Pokémon.
Cunoscut sub numele de Pokemonul Balon, Jigglypuff evoluează din Igglybuff când atinge un anumit nivel de fericire și evoluează în Wigglytuff atunci când intra în contact cu Piatra Lunii. Numele lui reiese din combinația cuvintelor din limba engleză „jiggly” și „puff”, si fac referire la faptul că acesta seamană cu gelatina. Personajul a fost prezentat într-un rol recurent în seria anime și a servit drept centru pentru mai multe adaptări tipărite ale francizei. De când a apărut în seria Pokémon, Jigglypuff a primit în general o primire pozitivă. A fost prezentat în mai multe forme de produse, inclusiv figurine, jucării de pluș și Jocul de cărți de schimb Pokémon . De asemenea, a apărut ca un personaj controlabil în fiecare intrare din seria Super Smash Bros.

## Design și caracteristici
Jigglypuff a fost unul dintre cei 151 de Pokémoni ai generației I la care au lucrat diferite echipe de dezvoltare a personajelor ca Game Freak, finalizate ulterior de Ken Sugimori⁠(d) , pentru prima generație de jocuri Pocket Monsters Red și Green, ajunse în afara Japoniei sub denumirea de Pokémon Red and Blue⁠(d). Numele său în japoneză „Purin”, reiese din articularea cuvantului pudding împrumutat din limba engleză. Nintendo a decis să dea diverselor specii de Pokémoni „nume inteligente și descriptive” legate de aspectul sau caracteristicile lor atunci când s-au ocupat de traducerea jocului pentru publicul occidental, ca un mijloc de a face personajele mai identificabile pentru copiii din America. Hotărând să folosească un nume mai potrivit pentru aspectul său asemănător cu jeleul, Pokémonul a fost redenumit „Jigglypuff”, o combinație a cuvintelor „jiggly” și „puff”.
Cunoscut sub numele de Pokemonul Balon, Jigglypuff are forma unei mingi, cu piele roz, ochi mari albaștri sau verzi, urechi ascuțite și un smoc de blană pe frunte. Își poate umfla corpul ca un balon (de obicei atunci când devine furios; acesta este însoțit de un sunet distinctiv de „claxonat”) sau își poate aplatiza corpul, la fel ca și Kirby,  personajul din jocurile Nintendo. Nu se știe cu exactitate cât de mult își poate mări corpul în acest mod. Jigglypuff se diferențiază de ceilalți Pokémoni prin faptul că alege să își adormă adversarii cântându-le. Înainte de a începe să cânte, se folosește de ochii săi mari pentru a-și hipnotiza adversarii și dacă se umflă, poate cânta pentru perioade mai lungi de timp. Jigglypuff își poate ajusta lungimea de undă a vocii pentru a interfera cu undele cerebrale ale țintei sale permițându-i să adoarmă orice formă de viață care îi aude cantecul. Acesta cântă fără să se oprească pentru a respira, așa că dacă adversarul este rezistent la somn, poate rămâne fără aer. Personalul lui Game Freak l-a remarcat pe Jigglypuff ca fiind unul dintre Pokémon-ii preferați ai lor și a publicului, atât în ceea ce privește aparițiile în anime, cât și în jocurile video.